# Łupianka Nowa
Łupianka Nowa – wieś w Polsce położona w województwie podlaskim, w powiecie białostockim, w gminie Łapy.
W latach 1975–1998 miejscowość administracyjnie należała do województwa białostockiego.
Wierni kościoła rzymskokatolickiego należą do parafii św. Michała Archanioła w Płonce Kościelnej.